# Cläre Jung
Cläre Jung, geborene Otto (* 23. Februar 1892 in Berlin; † 25. März 1981 in Ostberlin), war eine deutsche Schriftstellerin und Journalistin.

## Leben
Cläre Otto war eine Tochter des Kaufmanns Ernst Otto und der Emmy, die aus einer Berliner Hugenottenfamilie stammte. Der Vater war „Fouragekaufmann“, also Futtermittelhändler, sie hatte zwei Schwestern. Nach dem Besuch der Realschule und der Höheren Töchterschule fand Cläre Otto Anschluss zum Berliner Kreis expressionistischer Dichter um Georg Heym, Else Lasker-Schüler und vor allem zu Franz Pfemfert und den Mitarbeitern der Zeitschrift Die Aktion, wo sie 1911 den anarchistischen Dichter Franz Jung kennenlernte, ihren späteren Lebensgefährten und Ehemann. Doch zunächst heiratete sie einen anderen Mitarbeiter der Aktion, den Aktivisten und Schriftsteller Richard Oehring, die Ehe scheiterte jedoch und wurde 1917 geschieden. Während des Krieges arbeitete sie ab 1915 als medizinische Assistentin im Krankenhaus Moabit und ab 1916 als Sekretärin eines Pressedienstes. Sie lieferte Beiträge für die „Russische Korrespondenz“ und arbeitete als Sekretärin im Zentralbüro der von Franz Jung gegründeten Kommunistischen Arbeiterpartei Deutschlands (KAPD), dessen Lebensgefährtin sie inzwischen geworden war. 
Im August 1921 übersiedelte das Paar in die Sowjetunion. Sie arbeitete dort zunächst als Sekretärin im Moskauer Büro des Exekutivkomitees der Kommunistischen Internationale (EKKI). Danach leistete sie Aufbauarbeit im Rahmen der Internationalen Arbeiterhilfe, gründete Kinderheime am Ural in Perm und Jekaterinburg und arbeitete am Wiederaufbau des metallverarbeitenden Werks „Ressora“ in Petrograd mit.
Nach der Rückkehr nach Deutschland 1923 gab sie anfangs zusammen mit Franz Jung, den sie 1924 geheiratet hatte, ab 1927 den Deutschen Feuilleton Dienst heraus, einen Pressedienst für Kulturnachrichten, den sie auch nach der Machtergreifung der Nazis bis 1944 weiter betreiben konnte. Gleichzeitig war sie ab 1933 illegal im Kampf gegen die NS-Diktatur tätig. Zusammenarbeit mit der Schulze-Boysen/Harnack-Gruppe half sie jüdischen und politisch Verfolgten und verfasste Presseinformationen für illegale Nachrichtendienste (sogenannte Grüne Berichte). 1937 wurde die Ehe mit Franz Jung geschieden. 
Nach dem Ende des Zweiten Weltkriegs trat sie 1945 in die KPD und 1946 in die SED ein. Sie wurde Redakteurin für Literatur, Kulturpolitik und Volksbildung beim Berliner Rundfunk, ab 1952 arbeitete sie als Funktionärin und Internatsleiterin an der Staatlichen Ballettschule Berlin und ab 1955 als freischaffende Schriftstellerin, deren Beiträge in Zeitungen und Zeitschriften der DDR erschienen. Sie war Mitglied der Bezirksleitung Berlin des Kulturbunds und später Mitglied der Veteranenkommission des Verbandes deutscher Journalisten (VDJ).
1946 war Aus der Tiefe rufe ich erschienen, ein kurzer Roman, der die Schicksale jüdischer Menschen im Berlin der Jahre 1938 bis 1943 behandelt, die zwischen Resignation und Hoffnung schwankend letztlich ihrer Vernichtung entgegensehen.
Ihr Erinnerungsbuch Paradiesvögel erschien postum 1987.
Ihr Nachlass befindet sich im Märkischen Museum Berlin.

## Würdigungen
- 1979 Vaterländischer Verdienstorden
- Goldene Feder des Verbands der Journalisten der DDR
- Ehrennadel der Gesellschaft für Deutsch-Sowjetische Freundschaft

## Werke
- Aus der Tiefe rufe ich. Roman. Aufbau, Berlin 1946. Neuauflage in Reihe Spurensuche. Vergessene Autorinnen wiederentdeckt, Bd. 4. Hrsg. von Monika Melchert. Trafo-Verlag, Berlin 2004, ISBN 3-89626-432-X.
- Unvollendete Liebe. Szenenfolge. Uraufführung 1965.
- Paradiesvögel. Erinnerungen. Hamburg 1987.